# Докосване до греха
„Докосване до греха“ (на китайски: 天注定; на пинин: Tiān zhùdìng) е китайски филм от 2013 година, драма на режисьора Дзя Джанкъ по негов собствен сценарий.
Действието обхваща четири самостоятелни истории, вдъхновени от действителни криминални инциденти в съвременен Китай. Главните роли се изпълняват от Уан Баоцян, Джао Тао, Дзян У, Луо Ланшан.
„Докосване до греха“ печели наградата за сценарий на кинофестивала в Кан и е номиниран за „Златна палма“.